# Bahnhof Rzepin
Der Bahnhof Rzepin (früher Reppen) befindet sich in der gleichnamigen Stadt in der Woiwodschaft Lebus in Polen, etwa 15 bis 20 Kilometer von der deutsch-polnischen Grenze und der Stadt Frankfurt (Oder) entfernt. Der Bahnhof ist Kreuzungspunkt zweier wichtiger Hauptstrecken. Der Bahnhof ist Grenzbahnhof für den Verkehr zwischen Deutschland und Polen.

## Geschichte
Der Bahnhof entstand in der Mitte des 19. Jahrhunderts durch den Bau der Eisenbahnstrecke Frankfurt (Oder)–Posen (heute Poznań) am westlichen Rand der Stadt. Der erste Zug fuhr im Jahr 1870 vom Berlin-Frankfurter Bahnhof nach Posen mit Zwischenstopp in Reppen.
Im Jahr 1874 erfolgte die Inbetriebnahme der Strecke ins niederschlesische Breslau (Wrocław) und im Jahr darauf deren Verlängerung ins nördlich gelegene Küstrin (Kostrzyn). Der Bahnhof Reppen wurde zu einem der wichtigsten Verkehrsknotenpunkte im östlichen Odervorland.

Lage des Bahnhof Reppen
Ausschnitt aus der Reisekarte von Deutschland, 1896

Mit der Eisenbahn entwickelte sich die Stadt zu einem industriellen Zentrum, die Bevölkerung nahm rasch zu und verdoppelte sich in nur wenigen Jahren. Neben dem traditionellen Tuchmachereihandwerk entstanden Gerbereien, Schuhmachereien, Dampfmühlenwerke und eine Kartoffelstärkeproduktion.
Im Jahr 1890 ging die Nebenbahn nach Meseritz (Międzyrzecz) in Betrieb.
1945 kam Reppen zu Polen. Der Bahnhof erhielt zunächst den Namen Rypin Lubuski und ab 1947 seinen heutigen Namen.
An Bedeutung gewann der Eisenbahnknotenpunkt Rzepin mit der Oder-Neiße-Grenzführung und mit der Zollabfertigung auf der Ost-West-Hauptverkehrsroute Berlin–Moskau. Die polnischen Behörden richteten dazu in der Bahnstation ein Zollamt ein. Später wurde Rzepin auch polnisches Hauptzollamt des Bahngrenzkontrollpunktes Rzepin-Frankfurt (Oder).
Am zwölf Kilometer westlich von Rzepin gelegenem Bahnhof Kunowice wurde eine polnische Grenzkontrollstation für den Personenverkehr errichtet. In Rzepin selbst wurde die Grenzabfertigung des Güterverkehrs von polnischer Seite durchgeführt. In der DDR fand die Grenzabfertigung des Personenverkehrs im Bahnhof Frankfurt (Oder) sowie die des Güterverkehrs im Bahnhof Frankfurt (Oder) Oderbrücke statt.
Die Bedeutung der Nord-Süd-Strecke für den Güterverkehr nahm ebenfalls zu, weil der Hafen in Stettin zu einem der wichtigsten polnischen Häfen geworden war. Zudem wurde im etwa 70 Kilometer nördlich von Rzepin gelegenen Gryfino (früher Greifenhagen) das Kraftwerk „Dolna Odra“ errichtet und die Nord-Süd-Bahn Szczecin–Wrocław wurde zur Kohlemagistrale.
1976 begann der Bau einer Umgehungsroute zur Entlastung des Eisenbahnknotenpunkts Rzepin. Die sieben Kilometer lange Strecke, die westlich des Bahnhofs Rzepin die Strecke nach Frankfurt (Oder) kreuzt und anschließend den Bahnhof südlich umfährt, ging 1984 in Betrieb. Der Güterverkehr in Nord-Süd-Richtung kann damit am Bahnhof Rzepin vorbeifahren. Ebenfalls 1984 wurde der Bahnhof an die elektrische Fahrleitung angeschlossen.
In Rzepin wechseln seitdem fast alle Reisezüge in Ost-West-Richtung die Lokomotiven. Ausgenommen sind die Züge des Berlin-Warszawa-Express, die seit 2009/2010 in der Regel mit Lokomotiven bespannt sind, welche sowohl für das polnische als auch das deutsche Stromsystem ausgerüstet sind. Güterzüge wechseln ihre Lokomotiven meistens im Bahnhof Frankfurt (Oder) Oderbrücke, teilweise aber auch in Rzepin.

## Anlagen
Der Bahnhof Rzepin ist ein Inselbahnhof. Auf der Nordseite des Bahnhofs liegen die Anlagen der West-Ost-Trasse Frankfurt (Oder) – Warschau und der Nebenbahn nach Międzyrzecz. Auf der Südseite liegend sind die Gleise der Nord-Süd-Trasse von und nach Zielona Góra, die westlich des Bahnhofs über eine Brücke über die Gleise der Strecke in Richtung Frankfurt (Oder) geführt wird. Auf der westlichen Bahnhofsseite sind beide Strecken über umfangreiche Gleisanlagen verbunden. Ein zusätzliches Verbindungsgleis östlich des Empfangsgebäudes ermöglicht Fahrten von der Südseite des Bahnhofs in Richtung Osten.
Auf der Nordseite des Bahnhofs liegt der Hausbahnsteig 1 und der Inselbahnsteig 2 / 2a für die Züge in Ost-West-Richtung. Der frühere Bahnsteig 3 wurde im Rahmen der Modernisierung des Bahnhofs abgerissen und es entstand ein zweites Gleis zum Bahnsteig 2 – der Bahnsteigbereich 2a.
Auf der Südseite des Empfangsgebäudes liegen der Hausbahnsteig 4 und der Inselbahnsteig 5 für die Züge der Nord-Süd-Strecke.

## Heutiger Personenverkehr
Im Personenfernverkehr (Stand Oktober 2012) wird der Bahnhof von vier Zugpaaren des Berlin-Warszawa-Express am Tag bedient, außerdem verkehrt ein tägliches Eurocity-Zugpaar zwischen Berlin und Gdynia sowie einige Nachtzüge nach Russland. Der Fernverkehr auf der Nord-Süd-Strecke beschränkt sich derzeit auf wenige Züge in der Sommersaison. Auf dieser Strecke gibt es einen relativ dichten, jedoch unvertakteten Regionalverkehr von Przewozy Regionalne vor allem zu den Bahnhöfen Kostrzyn und Zielona Góra, teilweise bis nach Wrocław Główny oder Szczecin Główny durchgebunden. Grenzüberschreitend verkehren zwei Regionalzugpaare am Tag zum Bahnhof Frankfurt (Oder) und eines nach Berlin-Lichtenberg.

## Fotos

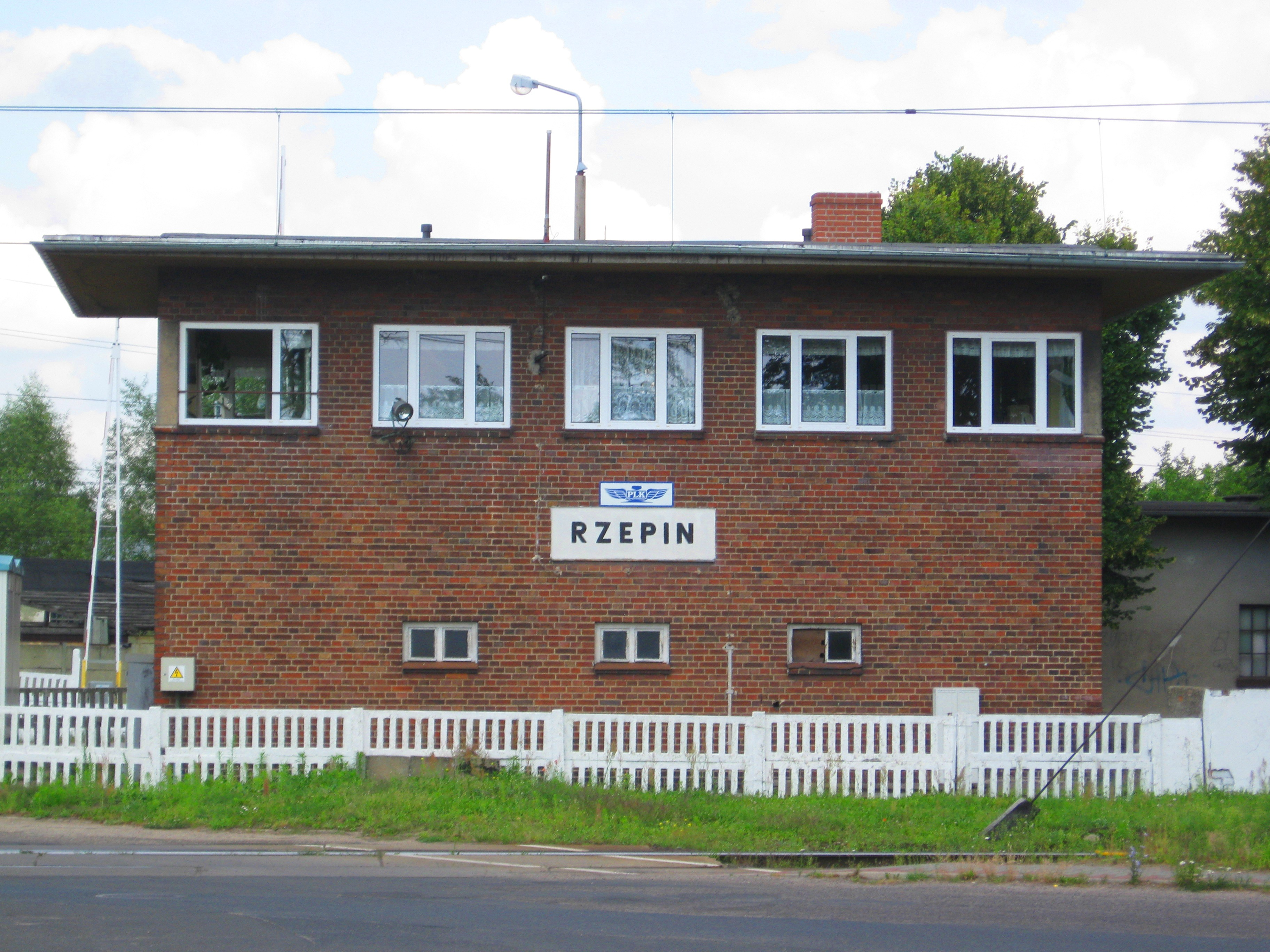
Bahnhof von Rzepin, Stellwerk.
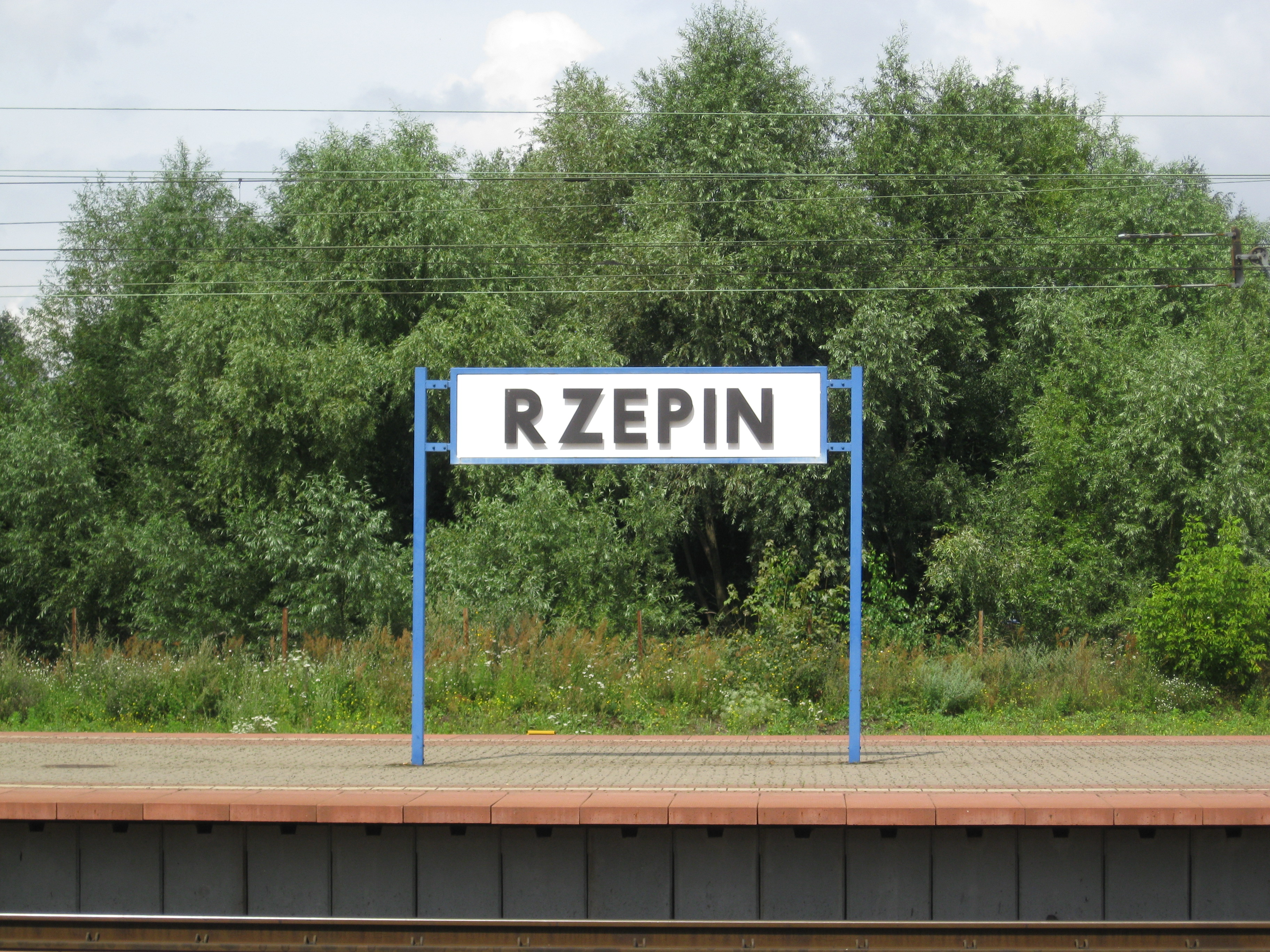
Bahnhof von Rzepin, Bahnsteig 2/ 2a.
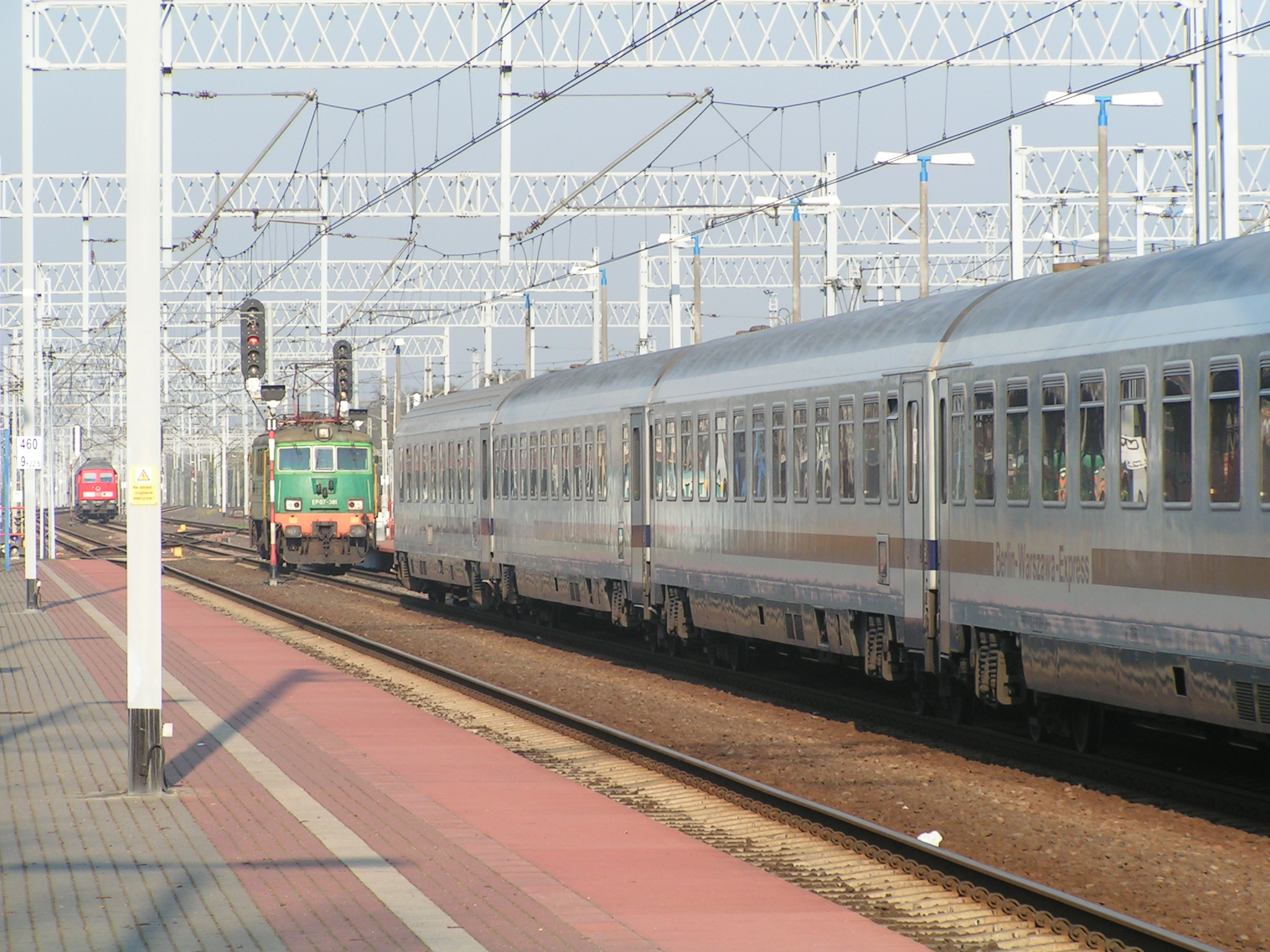
Berlin-Warszawa-Express, Austausch der Lokomotiven im Rzepiner Bahnhof.

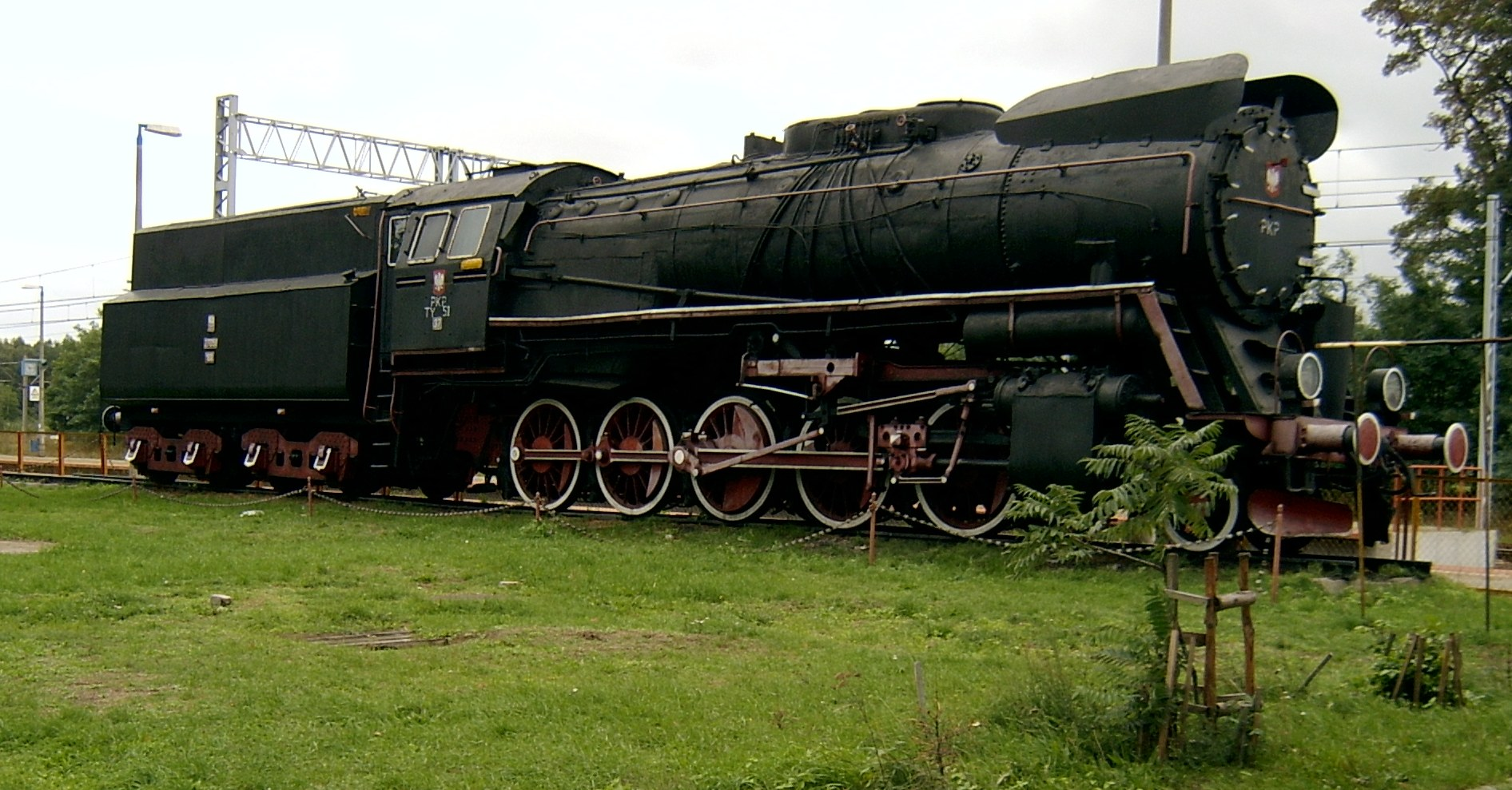
Museumsdampflok Ty51 im Rzepiner Bahnhof.
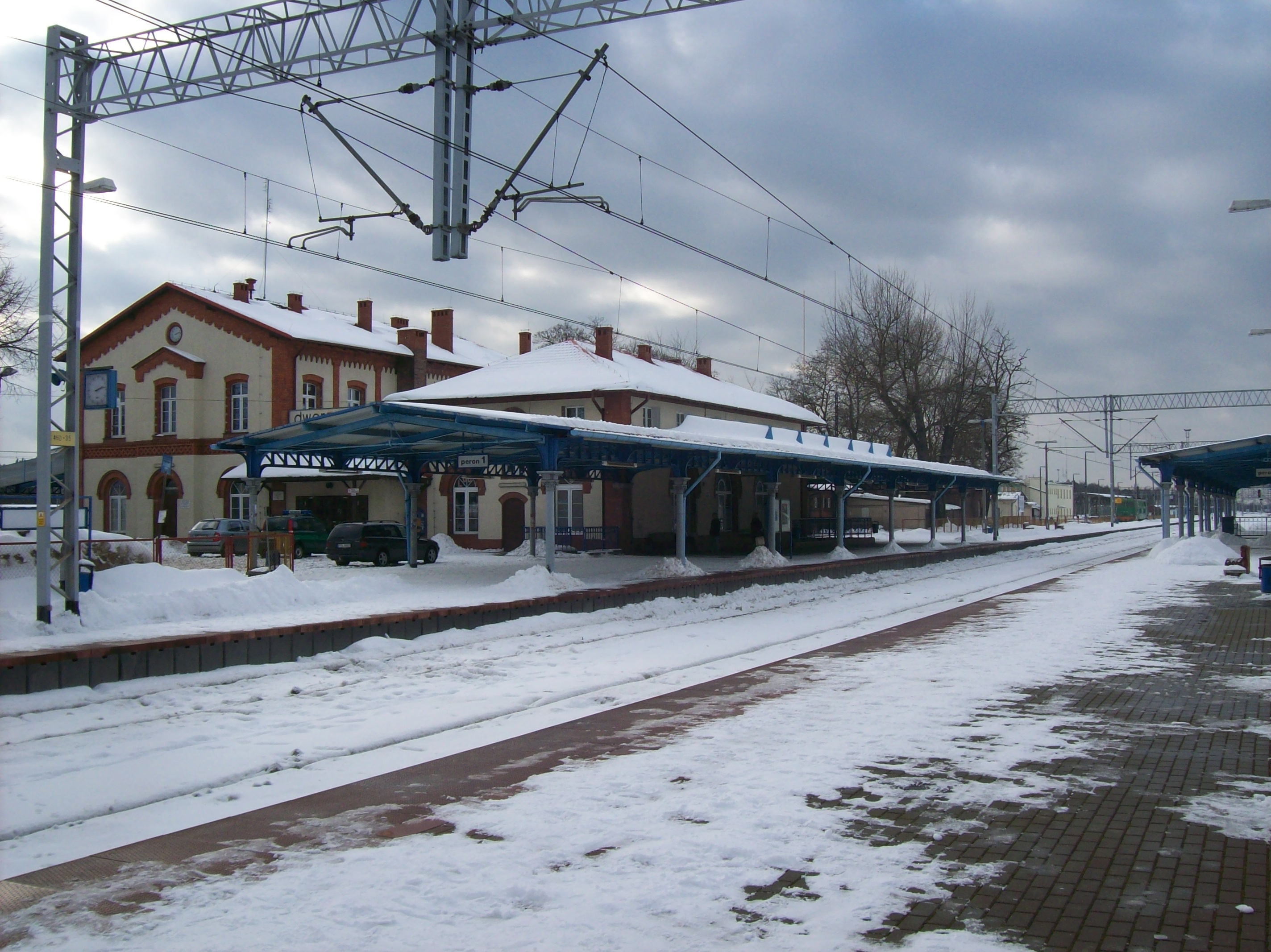
Bahnhof von Rzepin zur Winterzeit.
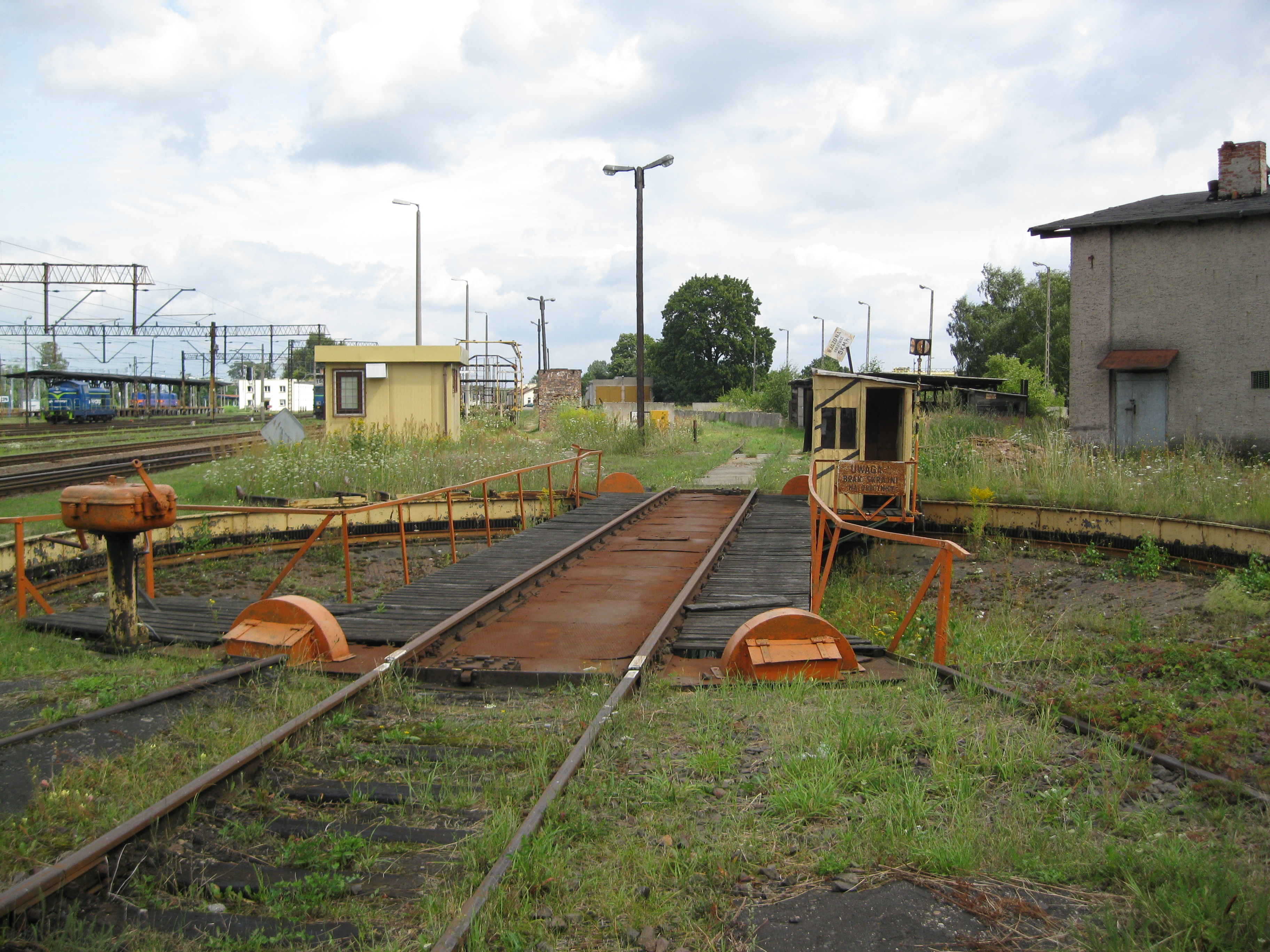
Alte Drehscheibe im Rzepiner Bahnhof.